# أوجكال (بني ملال)
أوجكال منطقة بجماعة بوتفردة الجبلية معروفة بمخازن أوجكال المعلقة، أصحابها من رجال قبائل آيت عبدي آيت سخمان.
توجد مخازن أوجكال على ضفاف وادي عطاش، ولا تفصلها عن جماعة بوتفردة إلا 5 كيلومترات والموقع يرتفع حوالي 1800 متر عن سطح البحر.